# موريس بيرغر
موريس بيرغر (بالإنجليزية: Maurice Berger)‏ هو صحفي أمريكي، ولد في 1956 في نيويورك في الولايات المتحدة.

## وصلات خارجية
- موريس بيرغر على موقع IMDb (الإنجليزية)
- موريس بيرغر على موقع قاعدة بيانات الفيلم (الإنجليزية)